# Ikechukwu Uche
Ikechukwu Uche (nascut a Aba, Nigèria el 5 de gener del 1984) és un futbolista nigerià que juga com a davanter al Gimnàstic de Tarragona.
L'estiu del 2011 arribà al Vila-real CF procedent del Reial Saragossa, l'acord es tancà en una xifra d'uns 4 milions d'Euros. Immediatament el jugador va ser cedit al Granada CF.